# Juan Pedro Lanzani
Juan Pedro Lanzani, noto anche con lo pseudonimo di Peter Lanzani (Buenos Aires, 24 agosto 1990), è un attore argentino.

## Biografia
Nato il 24 agosto 1990 nel barrio di Belgrano, Buenos Aires. È il terzo di quattro figli, nasce da madre economista e da padre direttore d'azienda. Realizza i suoi studi alla Belgrano Day School e all’istituto Anunciación de María. Inizia a giocare a rugby durante l’infanzia, entrando nella Asociación Alumni, seguendo la tradizione di famiglia in quanto sia i fratelli che il padre giocavano. Decide poi di mollare il rugby per dedicarsi interamente alla recitazione.

### Carriera
Nel 2004 viene notato mentre giocava a rugby e viene ingaggiato per far parte di una pubblicità per Mimo&Co, una marca di abbigliamento per bambini. Lì viene notato dalla produttrice Cris Morena che nel 2006 lo cerca per chiedergli di partecipare a un casting per la nuova, e ultima, stagione di Chiquititas (chiamata Chiquititas sin fin) casting che riuscì a fargli ottenere il ruolo di Nicolás "Tábano" Ramírez. Dal 2007 al 2010 interpreta uno dei protagonisti principali, Thiago Bedoya Agüero, nella telenovela Teen Angels, ideata da Cris Morena e prodotta da Cris Morena Group. Dalla telenovela è nato il gruppo musicale TeenAngels formato da Peter, Lali Espósito, Gastón Dalmau, Nicolás Riera e China Suárez, che a inizio 2011 lascia il gruppo, venendo sostituita da Rocío Igarzábal.

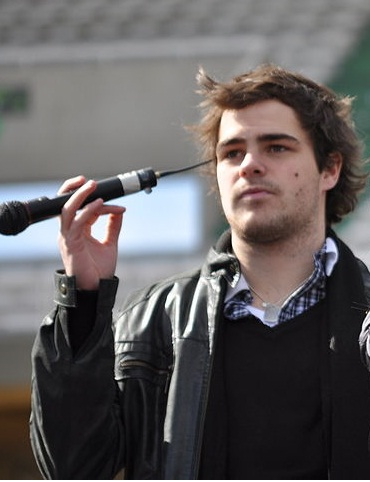
Lanzani nel 2011

Nel 2011 recita nella telenovela Cuando me sonreís, nel ruolo di Germán O'Toole, come terzo incomodo nella coppia dei protagonisti Gastón e Luna, interpretati da Facundo Arana e Julieta Díaz. Il 18 aprile 2012 va in onda su Telefe la telenovela La dueña, dove Lanzani interpreta Eliseo Lacroix, nipote della protagonista Sofía interpretata da Mirtha Legrand. A giugno, con i TeenAngels, fa una partecipazione speciale nella telenovela Dulce amor nel ruolo di Fede, che già vede come protagonisti Nicolás Riera e Rocío Igarzabál. A ottobre, la band si scioglie, concludendo con un ultimo concerto a Córdoba l'8 ottobre, e con il film concerto Teen Angels: el adiós 3D, uscito nei cinema il 30 maggio 2013.
Nel 2013 interpreta il ruolo di Ladislao Gutiérrez, con Natalie Pérez nel ruolo di Camila O'Gorman, nell'opera teatrale Camila, nuestra historia de amor, al Teatro Lola Membrivesal, di Buenos Aires, sotto la direzione di Fabián Núñez. Dal 26 giugno 2013 al 4 agosto 2014, interpreta uno dei protagonisti, Noah Garcia Iturbe, nel nuovo progetto di Cris Morena, che va in onda su Telefe, Aliados. La serie ha avuto anche due stagioni teatrali al Teatro Gran Rex e due album tratti dalla serie.
L'attore ha confessato, anni dopo, di essere stato quasi sul punto di mollare la telenovela Teen Angels durante le riprese della seconda stagione, in quanto sentiva di non star vivendo la sua adolescenza (in quel momento aveva 17 anni), anche a causa della forte esposizione mediatica che stava vivendo, ma venne convinto a restare da Nicolás Vázquez. In un'intervista del 2020, Cris Morena ha ammesso che tra tutti gli attori usciti dai suoi progetti, Lanzani è quello che più l'ha sorpresa per la carriera, per il cuore e l'impegno che ha messo nel suo lavoro, dichiarandosi molto orgogliosa dei suoi successi.
Nel 2014 partecipa allo spettacolo Fuerza bruta, ricreando la scena El corredor; e partecipa come ospite in El club del hit e in Señores y señores del musical. Nello stesso anno è nel musical Casi normales, dove interpreta Henry. Nel 2015 produce ed è protagonista dell'opera drammatica Equus. La sua interpretazione nell'opera lo porta a vincere il premio come rivelazione maschile in ben quattro diverse premiazioni dedicate alle opere teatrali. Nel 2015, dopo un grosso numero di casting e selezioni, viene scelto dal regista Pablo Trapero per intrepretare Alejandro Puccio nel film Il clan, film basato sulla vera storia del clan Puccio e prodotto da Pedro Almodóvar. È il primo film dell'attore e, grazie alla sua interpretazione, lo porta a vincere il Premio Sur come miglior rivelazione maschile e vola per la prima volta alla Mostra internazionale d'arte cinematografica di Venezia, dove il film vince il Leone D'argento per la regia.

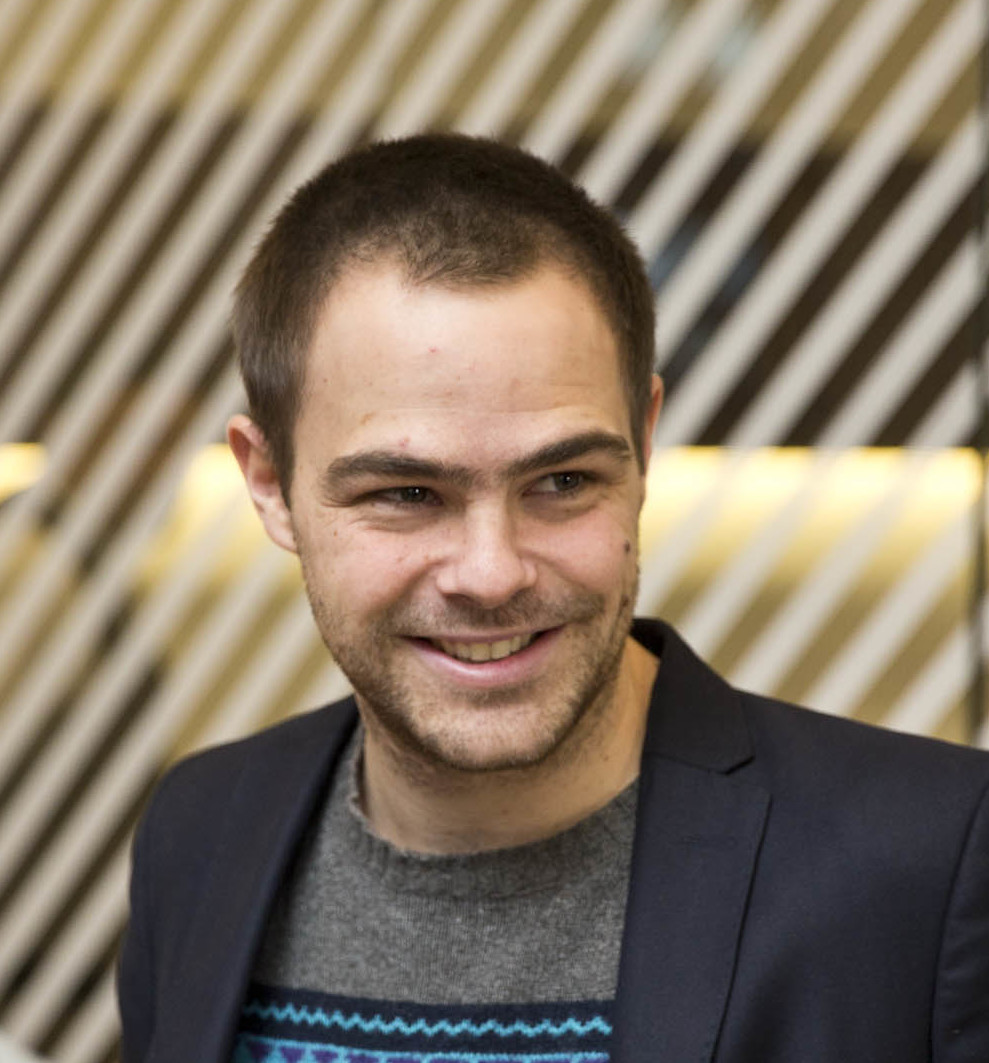
Lanzani nel 2016

Nel 2016 partecipa alla telenovela La leona nel ruolo di Brian Miller. Nel 2017 viene scelto per interpretare il protagonista Nelson Segovia per la serie televisiva Un gallo para Esculapio, serie che gli fa guadagnare quattro candidature come miglior attore, di cui due vinte. Inoltre, un episodio della serie è stato diretto dallo stesso Lanzani, che ha sempre dichiarato di avere una passione per la regia. Nello stesso anno interpreta Peer Gynt, nell'opera teatrale El emperador Gynt, monologo con 14 personaggi interpretati tutti da lui stesso. Torna anche a far parte dell'opera Fuerza bruta dove interpreta nuovamente El corredor. Nel 2017 è protagonista di due film: la commedia Sólo se vive una vez di Federico Cueva e il thriller post-apocalittico Los últimos, di Nicolás Puenzo. Inoltre, nello stesso anno, partecipa all'horror Hipersomnia di Gabriel Grieco, nel ruolo di Rino.
Nel 2018 viene scelto da Luis Ortega come membro principale del cast del film L'angelo del crimine, film prodotto dai fratelli Pedro e Agustín Almodóvar, che presenta insieme a Chino Darín e Toto Ferro al Festival di Cannes 2018. Tra il 2018 e il 2019 porta in scena Matadero, un'opera molto fisica ed emotiva interpretata unicamente da Lanzani e da Germán Cabanas. Nel 2019 è il protagonista del film 4x4 di Mariano Cohn, per cui ottiene una candidatura come miglior attore ai Premio Sur.
Nel 2021 ha fatto parte del cast della serie Netflix, Il suo regno dove ha interpretato Tadeo Vázquez Pena, un giovane evangelista, ruolo che riprende per la seconda stagione, uscita a marzo 2023. Il 29 ottobre 2021 esce su Prime Video la serie televisiva Maradona: sogno benedetto sulla vita di Diego Maradona, in cui interpreta Jorge Cyterszpiler, il primo manager del calciatore. Viene candidato ai Premio Condor del 2022, dove vince come miglior attore non protagonista. A fine 2021 riporta nei teatri El emperador Gynt, fino a marzo del 2022. A giugno porta in scena l'opera Las cosas maravillosas di Duncan Macmillan, uno spettacolo interattivo interpretato interamente da lui e dal pubblico con cui deve interagire. Il 27 luglio esce su Spotify Número oculto, un podcast fantascientifico diretto da Lanzani e con Candela Vetrano protagonista. Ad agosto torna con l'opera Historia de un soldado al Teatro Colón, rappresentazione di Histoire du soldat di Charles-Ferdinand Ramuz. Nello stesso anno interpreta Luis Moreno-Ocampo nel film Argentina, 1985, che viene presentato alla 79ª Mostra internazionale d'arte cinematografica di Venezia il 3 settembre, e vince il Golden Globe come miglior film straniero. Il 13 dicembre 2023 partecipa al cortometraggio Mi fiesta di Lali Espósito. Nello stesso anno annuncia di star lavorando al suo primo film da regista basato sulla vita del musicista italiano Luca Prodan, interpretato dallo stesso Lanzani. Nel 2024 affianca Alessandro Borghi, John C. Reilly e Nadia Tereszkiewicz nel cast del film Testa o croce? di Alessio Rigo De Righi e Matteo Zoppis. Il film viene presentato al Festival di Cannes 2025 nella sezione Un Certain Regard.

## Vita privata
Dal 2006 al 2009 ha avuto una relazione a intermittenza con Lali Espósito, conosciuta sul set della telenovela Chiquititas. La coppia è ancora molto amata dai fan e sono rimasti in buoni rapporti anche dopo la loro rottura.

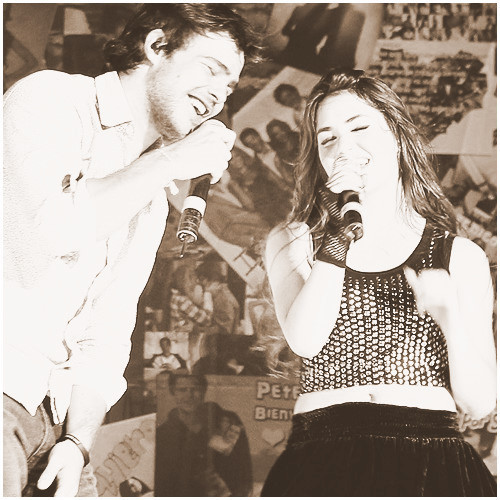
Lanzani e Lali in tour con i TeenAngels

Da fine 2013 a fine 2015 ha avuto una relazione con Martina Stoessel.
Dal 2024 ha una relazione con la modella Leila Ceballos.
Nel marzo del 2025 viene arrestato per vandalismo mentre si trova in Ushuaia per girare un documentario sul movimento No Me Baño, famosa crew argentina nota nell'arte del graffitismo. L'attore e altri due ragazzi sono stati fermati da una guardia di sicurezza mentre imbrattavano un edificio apparentemente abbandonato e portati nel carcere locale, dove sono stati trattenuti per una notte. L'attore e il proprietario dell'edificio imbrattato hanno concordato per un risarcimento di 200.000 pesos, donati poi ad un'associazione locale per persone con disabilità.
È un grande amico dei membri del gruppo indie-pop Bandalos Chinos, con cui ha più volte collaborato per dei videoclip.

## Filmografia

### Cinema
- Teen Angels: el adiós 3D, regia di Juan Manuel Jiménez (2013)
- Il clan (El Clan), regia di Pablo Trapero (2015)
- Hipersomnia, regia di Gabriel Grieco (2017)
- Sólo se vive una vez, regia di Federico Cueva (2017)
- Los últimos, regia di Nicolás Puenzo (2017)
- L'angelo del crimine (El ángel), regia di Luis Ortega (2018)
- 4x4, regia di Mariano Cohn (2019)
- Argentina, 1985, regia di Santiago Mitre (2022)
- Testa o croce?, regia Alessio Rigo de Righi e Matteo Zoppis (2025)

### Televisione
- Chiquititas sin fin – serial TV (2006)
- Teen Angels (Casi Ángeles) – serial TV (2007-2010)
- Cuando me sonreís – serial TV (2011)
- La dueña – miniserie TV (2012)
- Dulce amor – serial TV (2012)
- Aliados – serie TV (2013-2014)
- Señores papis – serial TV (2014)
- La leona – serial TV (2016)
- Un gallo para Esculapio – serie TV (2017-2018)
- Maradona: sogno benedetto (Maradona: sueño bendito) – serie TV (2021)
- Il suo regno (El reino) – serie TV (2021-2023)

### Programmi televisivi
- Dac ficciones cortas (2016-2017) Co-conduttore

### Cortometraggi
- Mi fiesta, regia di Lali Espósito e Lautaro Espósito – cortometraggio (2023)
- Guanaco, regia di Mercedes Jerkovic e Martín Colo Fisner  – cortometraggio (2025)

### Regista
- Un gallo para Esculapio - serie TV, episodio 2x05 (2018)
- Número oculto - serie podcast di Spotify (2022)

## Discografia

### Colonne sonore
- 2013 – Camila: el musical
- 2013 – Aliados
- 2014 – Aliados versión extendida

## Teatro
- Chiquititas sin fin (2006)
- Camila, nuestra historia de amor (2013)
- El club del hit (2014)
- Fuerzabruta (2014)
- Casi normales (2014)
- Señores y señores del musical (2014)
- Aliados (2014)
- Equus (2015)
- El emperador Gynt (2017-2018/ 2021-2022)
- Matadero (2018-2019)
- Las cosas maravillosas (2022)
- Historia de un soldado (2022)

## Tournée
- 2008/10 – Tour Teen Angels y Casi Ángeles
- 2011 – Teen Angels Tour
- 2012 – Tour el Adiós

## Riconoscimenti
- Los más clickeados del año
  - 2011 – Famosos con más rating del año[77]
  - 2013 – Famosos con más rating del año[78]
- Kids' Choice Awards Argentina
  - 2013 – Attore preferito per Aliados[79]
  - 2014 – Attore preferito per Aliados[80]
  - 2014 – Candidatura come bombón[81]
- Premio Martín Fierro
  - 2014 – Candidatura all'interprete di colonna sonora per Aliados[82]
  - 2018 – Candidatura al miglior attore protagonista per Un gallo para Esculapio[83]
- Premio Sur
  - 2015 – Candidatura al miglior attore per Il clan[84]
  - 2020 – Candidatura al miglior attore protagonista per 4x4[85]
  - 2015 – Rivelazione maschile per Il clan[86]
- Premio Maria Guerrero
  - 2016 – Rivelazione maschile per Equus[87]
- Premio Florencio Sánchez
  - 2016 – Rivelazione maschile per Equus
- Premios Trinidad Guevara
  - 2016 – Rivelazione maschile per Equus[88]
- Premio ACE
  - 2016 – Rivelazione maschile per Equus[89]
- Premio Tato
  - 2017 – Miglior attore protagonista per Un gallo para Esculapio[90]
- Premio Platino
  - 2018 – Candidatura alla miglior interpretazione maschile in una serie per Un gallo para Esculapio[91]
- Premio VOS
  - 2019 – Candidatura alla miglior coppia in scena (con Germán Cabanas) per Matadero[92]
- Premio Konex
  - 2021 – Miglior attore televisivo per periodo 2010-2020[93]
- Condor d'argento
  - 2022 – Miglior attore non protagonista per Il suo regno[94]
  - 2022 – Miglior attore non protagonista per Maradona: sogno benedetto[95]

## Doppiatori italiani
Nelle versioni in italiano delle opere in cui ha recitato, Peter Lanzani è stato doppiato da:
- Daniele Raffaeli in Teen Angels[96]
- Alessio Puccio in Maradona: sogno benedetto, Argentina, 1985
- Davide Albano in Il clan[97]
- Sacha Pilara in L'angelo del crimine[98]